# فيلبي
فيلبي (فيرجينيا الغربية) (بالإنجليزية: Philippi, West Virginia) هي مدينة تقع في الولايات المتحدة في Barbour County. يقدر عدد سكانها بـ 2,966 نسمة ومساحتها 7.64 كم2 وترتفع عن سطح البحر 397 متر.

## التركيبة السكانية
قام مكتب تعداد الولايات المتحدة بتحديد بيانات التركيبة السكانية لفيلبيفي تعداد الولايات المتحدة. في ما يلي، التركيبة السكانية حسب تعدادي 2000 و2010.

### تعداد عام 2000
بلغ عدد سكان فيلبي 2,870 نسمة بحسب تعداد عام 2000، وبلغ عدد الأسر 1,119 أسرة وعدد العائلات 668 عائلة مقيمة في المدينة. في حين سجلت الكثافة السكانية 1,010.6 نسمة لكل ميل مربع (390.2/كم2). وبلغ عدد الوحدات السكنية 1,260 وحدة بمتوسط كثافة قدره 443.7 نسمة لكل ميل مربع (171.3/كم2).
وتوزع التركيب العرقي للمدينة بنسبة.
بلغ عدد الأسر 1,119 أسرة كانت نسبة 27.4% منها لديها أطفال تحت سن الثامنة عشر تعيش معهم، وبلغت نسبة الأزواج القاطنين مع بعضهم البعض 44.7% من أصل المجموع الكلي للأسر، ونسبة 11.3% من الأسر كان لديها معيلات من الإناث دون وجود شريك، وكانت نسبة 40.3% من غير العائلات. تألفت نسبة 36.9% من أصل جميع الأسر من أفراد ونسبة 19.6% كانوا يعيش معهم شخص وحيد يبلغ من العمر 65 عاماً فما فوق. وبلغ متوسط حجم الأسرة المعيشية 2.92، أما متوسط حجم العائلات فبلغ 2.25.
بلغ العمر الوسطي للسكان 34 عاماً. وكانت نسبة 18.0% بين الثامنة عشر والأربعة وعشرون عاماً، ونسبة 22.7% كانت واقعةً في الفئة العمرية ما بين الخامسة والعشرون حتى والأربعة وأربعون عاماً، ونسبة 19.8% كانت ما بين الخامسة والأربعون حتى الرابعة والستون، ونسبة 18.6% كانت ضمن فئة الخامسة والستون عاماً فما فوق. يوجد لكل 100 أنثى 78.5 ذكر، ويوجد لكل 100 أنثى في الثامنة عشر من عمرها فما فوق 74.2 ذكر.
بلغ متوسط دخل الأسرة في المدينة 21,528 دولار، أما متوسط دخل العائلة فبلغ 31,473 دولار. وكان متوسط دخل الذكور 27,262 دولار مقابل 20,579 دولار للإناث. وسجل دخل الفرد الخاص بالمدينة 12,176 دولار. وكانت نسبة 21.9% من العائلات ونسبة 30.7% من السكان تحت خط الفقر، وكان من هؤلاء نسبة 39.0% تحت سن الثامنة عشر ونسبة 24.5% في الخامسة والستين من العمر وما فوق.

### تعداد عام 2010
بلغ عدد سكان فيلبي 2,966 نسمة بحسب تعداد عام 2010، وبلغ عدد الأسر 1,185 أسرة وعدد العائلات 686 عائلة مقيمة في المدينة. في حين سجلت الكثافة السكانية 1,037.1 نسمة لكل ميل مربع (400.4/كم2). وبلغ عدد الوحدات السكنية 1,383 وحدة بمتوسط كثافة قدره 483.6 لكل ميل مربع (186.7/كم2).
وتوزع التركيب العرقي للمدينة بنسبة.
بلغ عدد الأسر 1,185 أسرة كانت نسبة 26.0% منها لديها أطفال تحت سن الثامنة عشر تعيش معهم، وبلغت نسبة الأزواج القاطنين مع بعضهم البعض 38.6% من أصل المجموع الكلي للأسر، ونسبة 14.5% من الأسر كان لديها معيلات من الإناث دون وجود شريك، بينما كانت نسبة 4.8% من الأسر لديها معيلون من الذكور دون وجود شريكة وكانت نسبة 42.1% من غير العائلات. وبلغ متوسط حجم الأسرة المعيشية 2.78، أما متوسط حجم العائلات فبلغ 2.16.
بلغ العمر الوسطي للسكان 36.4 عاماً. وكانت نسبة 17.8% من القاطنين تحت سن الثامنة عشر، وكانت نسبة 20.9% بين الثامنة عشر والأربعة وعشرون عاماً، ونسبة 20.5% كانت واقعةً في الفئة العمرية ما بين الخامسة والعشرون حتى والأربعة وأربعون عاماً، ونسبة 23.8% كانت ما بين الخامسة والأربعون حتى الرابعة والستون، ونسبة 17.1% كانت ضمن فئة الخامسة والستون عاماً فما فوق. وتوزع التركيب الجنسي للسكان بنسبة 45.3% ذكور و54.7% إناث.

## المدن التوأمة
مدينة سيون (سويسرا) هي مدينة توأمة لـفيلبي (فيرجينيا الغربية).